# 알테르나티브 리베르테르

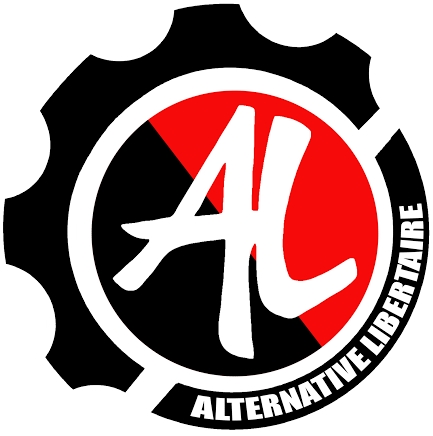

알테르나티브 리베르테르(프랑스어: Alternative libertaire →자유 대안), 약칭 AL)는 1991년에 결성된 무정부 공산주의에 근거한 프랑스 정치 조합이다.
국제노동자협회로부터의 반권위주의적 노동 운동과 무정부 공산주의의 유산이라고 하는 중심에 의해서 조합이 발족했다. 반자본주의와 자주 관리라고 하는 이념에 근거한다